# قطط مدينة الأرخبيل
قطط مدينة الأرخبيل هي رواية للكاتب المغربي إسماعيل غزالي، صدرت سنة 2020 عن منشورات المتوسط (ميلانو). تقع الرواية في 336 صفحة، وفازت بجائزة المغرب للكتاب في فرع السرد لسنة 2021.

## الأحداث
تدور أحداث الرواية في مدينة موغادور (الصويرة)، التي يصوّرها المؤلف في قالب غرائبي تحت مسمى "مدينة الأرخبيل". تمزج الحكاية بين الواقعي والغرائبي والفانتازي، وتستند إلى عناصر من الأدب البوليسي. تتابع الرواية مصائر مجموعة من الشخصيات، من بينهم مهاجرات وسائحات أجنبيات يختفين في ظروف غامضة، إضافة إلى بطل الرواية، وهو صحفي سابق يستدرج النساء إلى مرسمه بحجة تصوير القطط.
تعتمد الرواية على بنية سردية متعددة المستويات، وتستخدم تقنيات سينمائية، كما توظف القطط والنوارس وسكان المدينة كرموز لفضاء حكائي متشابك. ترتكز على فرضية رمزية تقول: «لا رواية تستقيم بدون متاهة، ولا متاهة تستقيم بدون قطط».
تُعد هذه الرواية العمل الخامس في مسيرة إسماعيل غزالي بعد «موسم صيد الزنجور» (2013)، و«النهر يعضّ على ذيله» (2015)، و«عزلة الثلج» (2018)، و«ثلاثة أيام في كازابلانكا» (2019).

## المضمون
قطط مدينة الأرخبيل رواية تتابع مسار شكيب، صحفي لامع في مجال التحقيق في الاغتيالات السياسية وجرائم القتل الغامضة، اشتهر بزاويته "بندول الساعة". بعد صدامه مع السلطة وتعرضه للتوقيف والاعتقال، يُستدرج إلى العمل لصالح جهاز المخابرات، ثم ينتقل إلى حياة التسكع في مدينة موغادور.
تبدأ الأحداث حين يلتقي شكيب بصديقه القديم زكريا الغرباوي في إحدى حانات الرباط، فيدعوه لمرافقته إلى الصويرة لشراء آلة "الهجهوج" هدية لابنه. في الطريق يقلان سائحتين: الألمانية هيرتا، المولعة بفيلم "عطيل" لأورسن ويلز، والسويسرية دانيلا، الشغوفة بموسيقى جيمي هندريكس. يصلون إلى موغادور حيث تتقاطع حياتهم مع شخصيات متعددة: لبيد القروي، باكوس الشياظمي، شاطر بن الحرزي، فيليب، رافن، وحيد الناعوري، وغيرهم، وكل منهم يحمل حكايته الخاصة.
تتوالى الأحداث مع اختفاء زكريا في ظروف غامضة، وبقاء شكيب في مواجهة الشكوك، خاصة بعد ارتباطه بمنزل ميرام، صاحبة العينين اللازورديتين، والتي تشكل محوراً لعلاقات ورغبات ومصائر تنتهي أحياناً بالموت. تتحرك الشخصيات في فضاءات مثل حانة "الحفرة"، وتتشابك عبر قصص من الجنون، والاختفاء، والعلاقات العابرة، والأحداث الملتبسة.
تسرد الرواية أيضاً لقاءات شكيب مع نساء أجنبيات جئن إلى موغادور بدوافع مختلفة، منها التصوير السينمائي والموسيقى، كما تعرض حكايات عن مغنين، وموسيقيين، وأجانب أقاموا في المدينة، وحكايات عن موت وحوادث، واختفاءات، وعلاقات مرتبطة بالبحر، والنوارس، والقطط، والجزر المحيطة بالمدينة.

## اقتباس
"فلا غموض أفدح من غموض عيونهنّ، ولا غرابة تفوق أو تضاهي إبهام مقلهنّ. ولا شساعة أرحب من لانهائية أزرق أو أخضر أو عسل أحداقهنّ. ولا عوالم أو حيوات أفتن من استيهامات وأغوار ما بين رموشهنّ من سحر، ما هو باشتباك غابات داغلة، ولا تماوج بحور عاتية، ولا امتداد سماوات مهولة......".